# Leellen Patchen
Leellen Patchen est une monteuse, réalisatrice et productrice de télévision américaine.

## Filmographie
Comme monteuse
- 1998 : Designing for the Sexes (série télévisée)
- 1998 : A Baby Story (série télévisée)
- 1999 : House Hunters (série télévisée)
- 1999 : Intersection (série télévisée)
- 2000 : A Dating Story (série télévisée)
- 2001 : Design on a Dime (série télévisée)
- 2002 : $40 a Day (série télévisée)
- 2002 : Life Moments (série télévisée)
- 2003 : Weekend Warriors (série télévisée)
- 2003 : Cooking School Stories (série télévisée)
- 2003 :  Starting Over (série télévisée)
- 2004 : Growing Up Gotti (série télévisée)
- 2005 : Tuckerville (série télévisée)
- 2005 : Kill Reality (série télévisée)
- 2006 : King of Vegas (série télévisée)

Comme réalisatrice
- 1984 : Lifestyles of the Rich and Famous (série télévisée)
- 1985 : The Start of Something Big (série télévisée)
- 1986 : Fame, Fortune and Romance (série télévisée)
- 1987 : Runaway with the Rich and Famous (série télévisée)
- 1992 : How'd They Do That? (série télévisée)

Comme productrice
- 1990 : First Look (série télévisée)